# Daniele Fontecchio
Daniele Fontecchio (Italia, 29 de diciembre de 1960) es un atleta italiano retirado especializado en la prueba de 60 m vallas, en la que consiguió ser subcampeón europeo en pista cubierta en 1986.

## Carrera deportiva
En el Campeonato Europeo de Atletismo en Pista Cubierta de 1986 ganó la medalla de plata en los 60 m vallas, con un tiempo de 7.70 segundos, tras el español Javier Moracho y por delante del alemán Holger Pohland (bronce con 7.71 segundos).